# 皮恩乔雷
皮恩乔雷（Pinjore），是印度哈里亚纳邦Panchkula县的一个城镇。总人口25498人（2001年）。

## 人口
该地2001年总人口25498人，其中男性13657人，女性11841人；0—6岁人口3189人，其中男1717人，女1472人；识字率75.75%，其中男性为80.28%，女性为70.52%。